# Pornografi
Pornografi, ofte blot porno, (afledt af græsk: porne ("prostitueret") og graphein ("skrift")) er en betegnelse for billeder eller tekst, der grundet sit eksplicitte seksuelle indhold har til formål at ophidse eller stimulere erotisk. På engelsk kom ordet ind omkring 1850, delvis i et forsøg på at beskrive den type erotiske afbildninger, man fandt så rigeligt af i Pompejis ruiner. Da ordet pornography første gang dukkede op i Webster’s Dictionary i 1864, blev det forklaret som "liderligt maleri som vægdekoration i værelser viet til bakkantiske orgier, som der findes eksempler på i Pompeji." 

## Indhold
Pornoen skildrer og fremstiller seksuel aktivitet mellem voksne, ofte med særligt fokus på kønsorganerne og penetrationen, omend der også findes et stort marked for "blød porno", selvom markedet for hardcore porno er størst.[kilde mangler] Desuden indeholder pornoen ofte også en række seksuelle specialiteter, såkaldte feticher, og kan fx alene fiksere på dameben i silkestrømper, uden at de medvirkende modeller har sex.
Billedporno omfatter levende billeder (film/video) eller fotos, figurer, tegninger etc. Man skelner her mellem såkaldt "hård porno" (hardcore), med synlig penetration, og "blød porno" (softcore), hvor penetrationen skjules eller blot antydes. Grænsen kan dog være svær at drage. Porno på skrift er hovedsageligt sexnoveller, der ikke mindst takket være internettet nyder stor udbredelse. Den stereotype opfattelse er, at porno primært er enlige mænds eneste trøst, men det er langt fra altid tilfældet. Allerede i 1970 påviste Berl Kutchinsky via optælling af pornokunders køn og alder i danske pornobutikker, at opfattelsen af pornobrugere som "dirty old men" var uden hold i virkeligheden. Især de senere år har en stigende mængde porno henvendt sig specifikt til par og kvinder, som udgør en stor del af forbrugerne.
Opfattelsen af, hvad der er pornografisk, vil typisk afhænge af kultur, tid og øjnene, der ser. Synet på pornografi vil dog næsten altid afspejle samfundets øvrige syn på seksualitet. Traditionelt har porno været underlagt streng censur, men efter at Danmark som det første land i verden i 1967 frigav den skrevne pornografi, og i 1969 også billedpornografien, fulgte de resterende vestlige lande efter med tilsvarende liberaliseringer. Alligevel er porno stadig omstridt, og store grupper opfatter den som uønsket. Særligt hævder kritikerne, at pornoindustrien udnytter kvinderne og gør dem til sexobjekter, fremmer prostitution og bidrager til at skabe et forkert billede af sex. Samtidig beskyldes pornoproducenterne for at gøre populærkulturen mere sexfikseret og hensynsløs. Fortalerne for porno mener, at pornoen stimulerer, og at industrien ikke kan bremse eksempelvis prostitution. Som led i denne debat vandt udtrykket pornoficering indpas i Danmark omkring 2000, og anvendes bl.a. af organisationer som Pornofrit Miljø. Politisk har liberale typisk været for legaliseringen af porno med henvisning til trykke- og ytringsfriheden, mens værdikonservative og religiøst funderede partier som f.eks. Kristendemokraterne har været imod.
Pornoindustrien, der er en samlet betegnelse for virksomheder, der beskæftiger sig med produktion og salg af pornografisk materiale, er en dag en del af den internationale økonomi med en betydelig omsætning.

## Pornofilm
Der findes mange former for pornofilm, fra videoer med non-stop sexscener til film med sexscener indarbejdet i en handling.
Pornofilm kan være amatørporno, med almindelige mennesker, der tænder på at blive filmet, eller kan optages med professionelle pornomodeller (en gruppe af sexarbejdere).
I 1990'erne opstod den såkaldte gonzo-porno, hvor fotografen selv er en af de medvirkende og typisk filmer med et håndholdt videokamera, mens han (eller hun) på lydsporet kommenterer, hvad der foregår, og eventuelt selv deltager aktivt i løjerne. Gonzo-formen blev især udviklet af instruktørerne Ed Powers og John "Buttman" Stagliano.
Pornofilmen har grundet den store udbredelse haft stor betydning i forhold til valget af videoformater som VHS og dvd.

## Dansk pornografi

### Lovgivning
Der har været lovbestemt censur i Danmark siden 1537 og med Trykkefrihedsforordningen af 1799 kom der bestemmelser imod utugtighed, som blev fortsat i Presseloven af 1851 og Straffeloven af 1866 som forbød offentliggørelse, salg uddeling og anden udbredelse eller udstilling. I 1881 bliver Herman Bangs roman Haabløse Slægter forbudt ved dom.
I 1956 blev pornografien taget op i folketinget efter at Hans Reitzels Forlag havde udgivet Tyvens dagbog af den franske forfatter Jean Genet.
Den 30. maj 1969 frigav Danmark som det første land i verden billedpornografien, hvilket bl.a. skal ses i lyset af, at man to år tidligere i 1967 havde frigivet den pornografiske litteratur. Pornoens frigivelse gjorde Danmark internationalt kendt for sit frisind. I 2000 blev straffelovens bestemmelser om børnepornografi strammet med en fastlæggelse af en aldersgrænse for modellerne på 18 år.

### Publikationer
Pornografi for et illegalt marked i Danmark opstod i mellemkrigstiden 1918-1940 som maskinskrevne bøger.
Herhjemme begyndte Weekend Sex at udkomme i 1966 og fra 1972 har den største producent af trykt porno været Aller Press, der via Forlaget Rapport har stået bag mandeblade som Ugens Rapport (fra 1972) og Pige-Special (fra 1982).

## Udvalgt litteratur
- Leif Blædel: Sagen om Fanny Hill (Thanning & Appel, 1965)
- Phyllis & Eberhard Kronhausen: Pornografi (Hans Reitzel, 1966)
- Ole Lindboe: Antydningens kunst (Bogsyndikatet, 1988)
- Ole Ege: Erotiske drømme (Thaning og Appel, 1992)
- Rune Gade: Staser. Teorier om det fotografiske billedes ontologiske status & Det pornografiske tableau (Aarhus Universitet, 1997)
- Nicolas Barbano: Verdens 25 hotteste pornostjerner (Rosinante, 1999) ISBN 8773579610
- Morten Thing: Pornografiens historie i Danmark (Aschehaug, 1999)
- Sarah Højgaard Cawood & Anette Dina Sørensen (red): Ej blot til lyst – pornografi i et ligestillingsperspektiv (Videnscenter for Ligestilling, 2002)
- Anette Dina Sørensen: Køn, massekultur og pornografi (Nordisk Institut for Kvinde- og Kønsforskning, 2005)
- Gert Martin Hald: Pornography Consumption – a study of prevalence rates, consumption patterns, and effects (Psykologisk Institut, Aarhus Universitet, 2007)
- Lasse Højsgaard: ” Fra porno til sexplosion”, http://www.journalisten.dk/fra-porno-til-sexplosion
- Ole Ege: Tabu – fra forbud til frihed (People´s Press, 2009)
- Søren Anker Madsen: Historien om Ugens Rapport (Gads Forlag, 2010)